# Florence Meyer
Florence Meyer (* 22. Januar 1911; † 27. November 1962) war eine US-amerikanische Fotografin, Schauspielerin und Tänzerin.

## Leben
Florence Meyer war die älteste Tochter des Ehepaars Agnes und Eugene Meyer. Sie absolvierte ihre Schulbildung in Bryn Mawr und Radcliffe und stand im Alter von 16 Jahren erstmals auf der Bühne. Damals spielte sie einen Engel im Jedermann in Salzburg, wo sie mit Harald Kreutzberg im Tanzen ausgebildet wurde. 1937 war sie in der Reinhardt-Inszenierung von The Eternal Road zu sehen; sie wurde jedoch als Fotografin bekannter als Schauspielerin und Tänzerin. Sie schuf zahlreiche Porträtfotos bekannter Persönlichkeiten (vgl. Roland Jaeger: Rendezvous der ›intellektuellen Westküste‹: Die Emigrantenporträts der Photographin Florence Homolka. In: Aus dem Antiquariat, 2001, Nr. 5, A274−A279).
Viele Bilder Meyers befinden sich heute in der Agnes and Eugene Meyer Collection in der Library of Congress, Washington. Von Florence Meyer stammt etwa das bekannte Bild, das Thomas Mann 1948 mit seinen Enkeln Frido und Toni zeigt. Auch die Doppelhochzeit von Man Ray mit Juliet Browner und Max Ernst mit Dorothea Tanning hielt Florence Meyer im Bild fest.
Mit ihrem Ehemann Oskar Homolka lebte Florence Meyer in Bel Air und in Pacific Palisades. Aus der 1939 geschlossenen und sieben Jahre später geschiedenen Ehe mit Homolka gingen zwei Söhne hervor.